# MasterChef Srbija
MasterChef Srbija srpska je verzija britanskog kulinarskog takmičarskog rijaliti programa MasterChef.

## Žiri
- Filip Ćirić (2023-danas)
- Nenad Atanasković (2023-danas)
- Branko Kisić (2023-2025)

## Sezone
Prva sezona je počela da se emituje 21. decembra 2023. godine na TV Prva, dok se druga sezona emitovala od 19. septembra 2024. godine. Pobednica 1. sezone je Tanja Simić, a pobednica 2. sezone je Anja Đukić.